# Bòtids

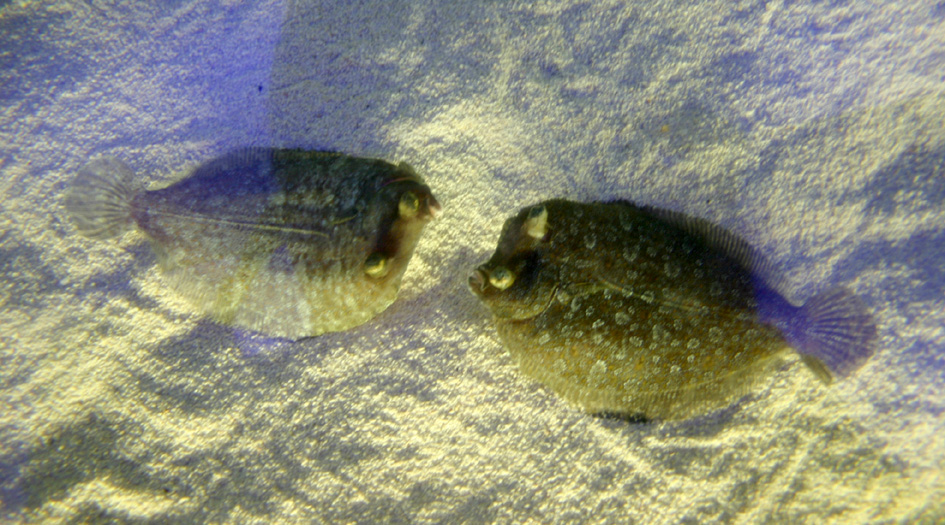
Tacó (Bothus podas)

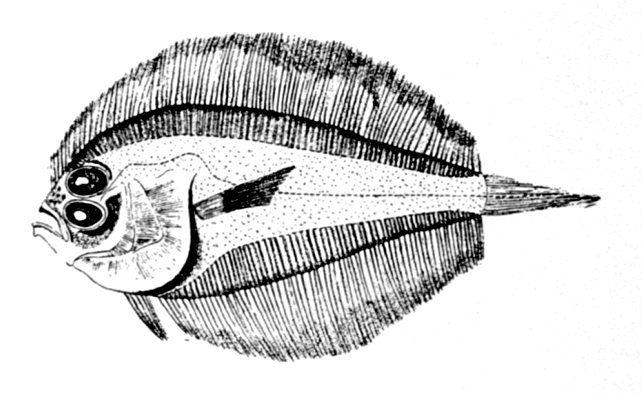
Laeops macrophthalmus

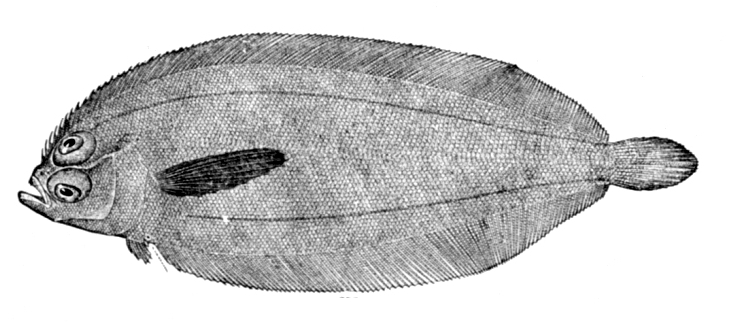
Monolene atrimana

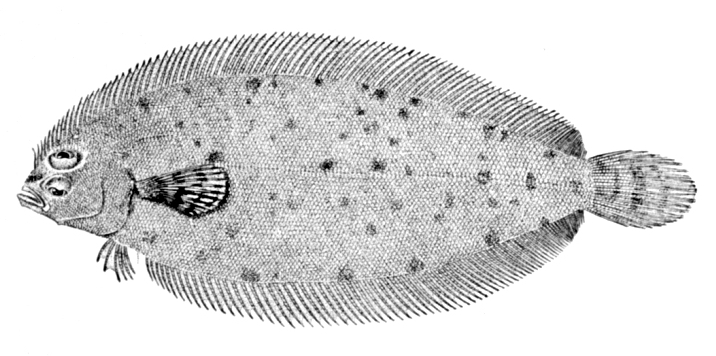
Monolene sessilicauda

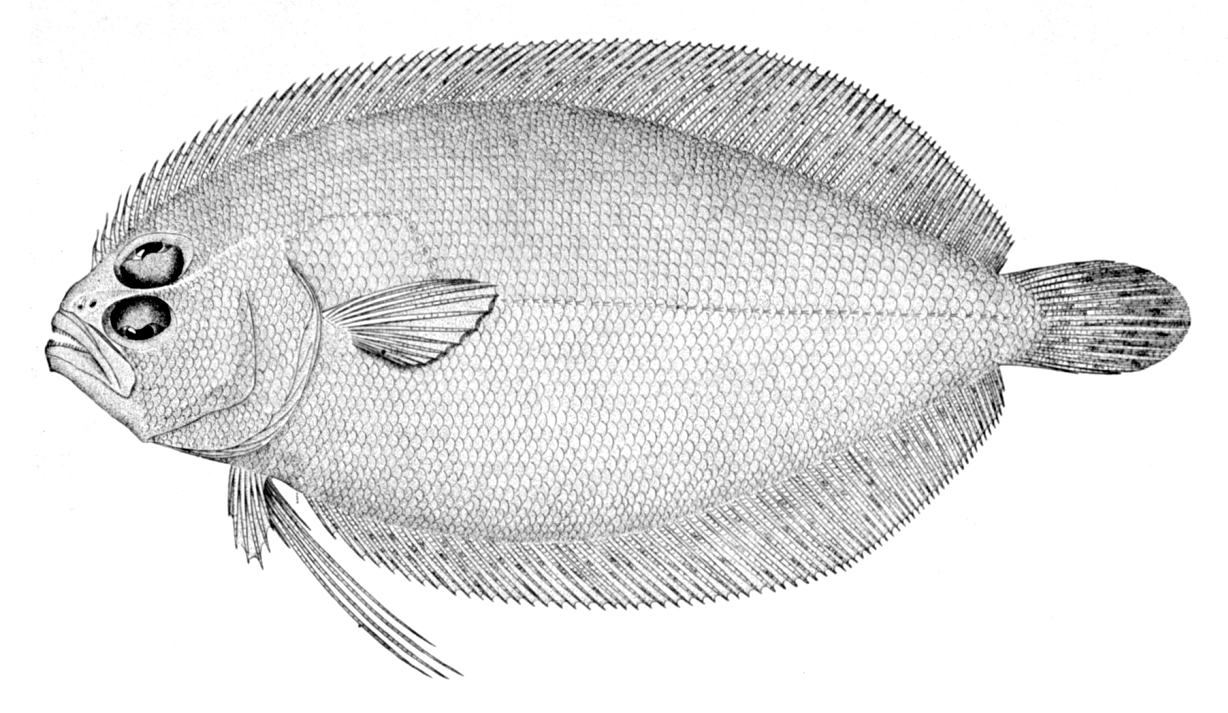
Trichopsetta ventralis

Els bòtids (Bothidae) són una família composta per peixos plans de mida petita que pertany a l'ordre dels pleuronectiformes.

## Morfologia
- La línia lateral només apareix al costat ocular.
- Tenen ambdós ulls al costat esquerre.
- La boca és terminal amb la mandíbula inferior prominent.
- Les aletes ventrals són molt asimètriques.
- Pot haver-hi dimorfisme sexual.[1]

## Distribució geogràfica
Es troben a les regions temperades i tropicals dels oceans Atlàntic, Índic i Pacífic.

## Taxonomia
N'hi ha 158 repartides en 20 gèneres:
- Gènere Arnoglossus
  - Arnoglossus andrewsi (Kurth, 1954).
  - Arnoglossus arabicus (Norman, 1939).
  - Arnoglossus armstrongi (Scott, 1975).
  - Arnoglossus aspilos (Bleeker, 1851).
  - Arnoglossus bassensis (Norman, 1926).
  - Arnoglossus boops (Hector, 1875).
  - Arnoglossus brunneus (Fowler, 1934).
  - Arnoglossus capensis (Boulenger, 1898).
  - Arnoglossus dalgleishi (von Bonde, 1922).
  - Arnoglossus debilis (Gilbert, 1905).
  - Arnoglossus elongatus (Weber, 1913).
  - Arnoglossus fisoni Ogilby, 1898).
  - Arnoglossus imperialis (Rafinesque, 1810).
  - Arnoglossus japonicus (Hubbs, 1915).
  - Arnoglossus kessleri (Schmidt, 1915).
  - Peluda vera (Arnoglossus laterna) (Walbaum, 1792).
  - Arnoglossus macrolophus (Alcock, 1889).
  - Arnoglossus marisrubri (Klausewitz & Schneider, 1986).
  - Arnoglossus micrommatus (Amaoka, Arai & Gomon, 1997).
  - Arnoglossus muelleri (Klunzinger, 1872).
  - Arnoglossus multirastris (Parin, 1983).
  - Arnoglossus nigrifrons (Amaoka & Mihara, 2000).
  - Arnoglossus oxyrhynchus (Amaoka, 1969).
  - Arnoglossus polyspilus (Günther, 1880).
  - Arnoglossus rueppelii (Cocco, 1844).
  - Arnoglossus sayaensis (Amaoka & Imamura, 1990).
  - Arnoglossus scapha (Forster, 1801).
  - Arnoglossus septemventralis (Amaoka & Mihara, 2000).
  - Arnoglossus tapeinosoma (Bleeker, 1865).
  - Arnoglossus tenuis (Günther, 1880).
  - Arnoglossus thori (Kyle, 1913).
  - Arnoglossus waitei (Norman, 1926).
  - Arnoglossus yamanakai (Fukui, Yamada & Ozawa, 1988).
- Gènere Asterorhombus
  - Asterorhombus annulatus (Weber, 1913).
  - Asterorhombus bleekeri (Macleay, 1881).
  - Asterorhombus fijiensis (Norman, 1931).
  - Asterorhombus intermedius (Bleeker, 1865).
  - Asterorhombus osculus (Amaoka & Arai, 1998).
- Gènere Bothus
  - Bothus assimilis (Günther, 1862).
  - Bothus constellatus (Jordan, 1889).
  - Bothus ellipticus (Poey, 1860).
  - Bothus guibei (Stauch, 1966).
  - Bothus leopardinus (Günther, 1862).
  - Bothus lunatus (Linnaeus, 1758).
  - Bothus maculiferus (Poey, 1860).
  - Bothus mancus (Broussonet, 1782).
  - Bothus mellissi (Norman, 1931).
  - Bothus myriaster (Temminck i Schlegel, 1846).
  - Bothus ocellatus (Günther, 1880).
  - Bothus pantherinus (Rüppell, 1830).
  - Bothus podas (Delaroche, 1809).
  - Bothus robinsi (Topp & Hoff, 1972).
  - Bothus swio (Hensley, 1997).
  - Bothus tricirrhitus (Kotthaus, 1977).
- Gènere Chascanopsetta
  - Chascanopsetta crumenalis (Gilbert & Cramer, 1897).
  - Chascanopsetta elski (Foroshchuk, 1991).
  - Chascanopsetta kenyaensis (Hensley & Smale, 1997).
  - Chascanopsetta lugubris (Alcock, 1894).
  - Chascanopsetta megagnatha (Amaoka & Parin, 1990).
  - Chascanopsetta micrognatha (Amaoka & Yamamoto, 1984).
  - Chascanopsetta prognatha (Norman, 1939).
  - Chascanopsetta prorigera (Gilbert, 1905).
- Gènere Crossorhombus
  - Crossorhombus azureus (Alcock, 1889).
  - Crossorhombus howensis (Hensley & Randall, 1993).
  - Crossorhombus kanekonis (Tanaka, 1918).
  - Crossorhombus kobensis (Jordan & Starks, 1906).
  - Crossorhombus valderostratus (Alcock, 1890).
- Gènere Engyophrys
  - Engyophrys sanctilaurentii (Jordan & Bollman, 1890).
  - Engyophrys senta (Ginsburg, 1933).
- Gènere Engyprosopon
  - Engyprosopon arenicola (Jordan & Evermann, 1903).
  - Engyprosopon bellonaensis (Amaoka, Mihara & Rivaton, 1993).
  - Engyprosopon cocosensis (Bleeker, 1855).
  - Engyprosopon filimanus (Li & Wang, 1982).
  - Engyprosopon filipennis (Wu & Tang, 1935).
  - Engyprosopon grandisquama (Temminck i Schlegel, 1846).
  - Engyprosopon hawaiiensis Jordan & Evermann, 1903).
  - Engyprosopon hensleyi (Amaoka & Imamura, 1990).
  - Engyprosopon hureaui (Quéro & Golani, 1990).
  - Engyprosopon latifrons (Regan, 1908).
  - Engyprosopon longipelvis (Amaoka, 1969).
  - Engyprosopon longipterum (Amaoka, Mihara & Rivaton, 1993).
  - Engyprosopon macrolepis (Regan, 1908).
  - Engyprosopon maldivensis (Regan, 1908).
  - Engyprosopon marquisensis (Amaoka & Séret, 2005.[3]
  - Engyprosopon mogkii (Bleeker, 1854).
  - Engyprosopon multisquama (Amaoka, 1963).
  - Engyprosopon natalensis (Regan, 1920).
  - Engyprosopon obliquioculatum (Fowler, 1934).
  - Engyprosopon raoulensis (Amaoka & Mihara, 1995).
  - Engyprosopon regani (Hensley & Suzumoto, 1990).
  - Engyprosopon rostratum (Amaoka, Mihara & Rivaton, 1993).
  - Engyprosopon sechellensis (Regan, 1908).
  - Engyprosopon septempes (Amaoka, Mihara & Rivaton, 1993).
  - Engyprosopon vanuatuensis (Amaoka & Séret, 2005).
  - Engyprosopon xenandrus (Gilbert, 1905).
  - Engyprosopon xystrias (Hubbs, 1915).
- Gènere Grammatobothus
  - Grammatobothus krempfi (Chabanaud, 1929).
  - Grammatobothus pennatus (Ogilby, 1913).
  - Grammatobothus polyophthalmus (Bleeker, 1865).
- Gènere Japonolaeops
  - Japonolaeops dentatus (Amaoka, 1969).
- Gènere Kamoharaia
  - Kamoharaia megastoma (Kamohara, 1936).
- Gènere Laeops
  - Laeops clarus (Fowler, 1934).
  - Laeops cypho (Fowler, 1934).
  - Laeops gracilis (Fowler, 1934).
  - Laeops guentheri (Alcock, 1890).
  - Laeops kitaharae (Smith & Pope, 1906).
  - Laeops macrophthalmus (Alcock, 1889).
  - Laeops natalensis (Regan, 1920).
  - Laeops nigrescens (Lloyd, 1907).
  - Laeops nigromaculatus (von Bonde, 1922).
  - Laeops parviceps (Günther, 1880).
  - Laeops pectoralis (von Bonde, 1922).
  - Laeops tungkongensis (Chen & Weng, 1965).
- Gènere Lophonectes
  - Lophonectes gallus (Günther, 1880).
  - Lophonectes mongonuiensis (Regan, 1914).
- Gènere Monolene
  - Monolene antillarum (Norman, 1933).
  - Monolene asaedai (Clark, 1936).
  - Monolene atrimana (Goode i Bean, 1886).
  - Monolene danae (Bruun, 1937).
  - Monolene dubiosa (Garman, 1899).
  - Monolene helenensis (Amaoka & Imamura, 2000).
  - Monolene maculipinna (Garman, 1899).
  - Monolene megalepis (Woods, 1961).
  - Monolene mertensi (Poll, 1959).
  - Monolene microstoma (Kuronuma, 1940).
  - Monolene sessilicauda (Goode, 1880).
- Gènere Neolaeops
  - Neolaeops microphthalmus (von Bonde, 1922).
- Gènere Parabothus
  - Parabothus amaokai (Parin, 1983).
  - Parabothus budkeri (Chabanaud, 1943).
  - Parabothus chlorospilus (Gilbert, 1905).
  - Parabothus coarctatus (Gilbert, 1905).
  - Parabothus filipes (Amaoka, Mihara & Rivaton, 1997).
  - Parabothus kiensis (Tanaka, 1918).
  - Parabothus malhensis (Regan, 1908).
  - Parabothus polylepis (Alcock, 1889).
  - Parabothus taiwanensis (Amaoka & Shen, 1993).
- Gènere Perissias
  - Perissias taeniopterus (Gilbert, 1890).
- Gènere Psettina
  - Psettina brevirictis (Alcock, 1890).
  - Psettina filimana (Li & Wang, 1982).
  - Psettina gigantea (Amaoka, 1963).
  - Psettina hainanensis (Wu & Tang, 1935).
  - Psettina iijimae (Jordan & Starks, 1904).
  - Psettina multisquamea (Fedorov & Foroshchuk, 1988).
  - Psettina profunda (Weber, 1913).
  - Psettina senta (Ginsburg, 1933).
  - Psettina tosana (Amaoka, 1963).
  - Psettina variegata (Fowler, 1934).
- Gènere Taeniopsetta
  - Taeniopsetta ocellata (Günther, 1880).
  - Taeniopsetta radula (Gilbert, 1905).
- Gènere Tosarhombus
  - Tosarhombus brevis (Amaoka, Mihara & Rivaton, 1997).
  - Tosarhombus longimanus (Amaoka, Mihara & Rivaton, 1997).
  - Tosarhombus neocaledonicus (Amaoka & Rivaton, 1991).
  - Tosarhombus nielseni (Amaoka & Rivaton, 1991)
  - Tosarhombus octoculatus (Amaoka, 1969).
  - Tosarhombus smithi (Nielsen, 1964).
- Gènere Trichopsetta
  - Trichopsetta caribbaea (Anderson & Gutherz, 1967).
  - Trichopsetta melasma (Anderson & Gutherz, 1967).
  - Trichopsetta orbisulcus (Anderson & Gutherz, 1967).
  - Trichopsetta ventralis (Goode i Bean, 1885).[4]